# Traytown
Traytown är en ort i Kanada.   Den ligger i provinsen Newfoundland och Labrador, i den östra delen av landet, 1 700 km öster om huvudstaden Ottawa. Traytown ligger 1 meter över havet och antalet invånare är 302.
Terrängen runt Traytown är huvudsakligen platt. Traytown ligger nere i en dal. Runt Traytown är det mycket glesbefolkat, med 2 invånare per kvadratkilometer.. Närmaste större samhälle är Glovertown, 5,2 km väster om Traytown. 
I omgivningarna runt Traytown växer i huvudsak blandskog.